# Juventutem
Juventutem je mezinárodní sdružení (primárně mladých) katolických laiků, kteří cítí náklonnost k předkoncilní formě liturgie (tzv. tridentská mše) a snaží se z ní čerpat posvěcení s odkazem na motu proprio Ecclesia Dei adflicta Jana Pavla II. z roku 1988 a motu proprio Summorum pontificum Benedikta XVI. z roku 2007 (oba tyto dokumenty usnadňují slavení předkoncilní liturgie). V současné době existují oficiální skupiny Juventutem v 15 zemích – Irsku, Francii, Maďarsku, Anglii, Skotsku, Nizozemí, Itálii, Chile, Austrálii, Brazílii, Litvě, Kolumbii, Keně, Hongkongu a Argentině. Do sdružení jsou však zapojeni i další lidé z jiných zemí, kteří se akcí Juventutem taktéž účastní. Oficiální název nadnárodní sítě, která sdružuje jednotlivé národní pobočky je Fœderatio Internationalis Juventutem (FIJ).

## Vznik a členství
Jméno „Juventutem“ pro sdružení se poprvé vyskytlo 24. května 2004 v korespondenci mezi zakládajícími členy sdružení. První společnou manifestací byla účast na Světových dnech mládeže 2005. Zde se zrodil požadavek, aby Juventutem dostalo stálý charakter. Oficiálně bylo založeno na svátek Panny Marie Pomocnice křesťanů 24. května 2006 v Bernu ve Švýcarsku.
Primárně se členy mohou stát svobodní katolíci ve věku 16 až 36 let, kterým je blízká mimořádná forma římského ritu. Přijati však mohou být i lidé nesplňující tyto podmínky za předpokladu, že budou schopni vykonávat povinnosti, které jim členství ukládá. Zasvěcené osoby pak ke vstupu musí mít i svolení svého představeného. Počet zasvěcených osob však vždy musí zůstat v menšině.

### Povinnosti členů
Člen sdružení na sebe bere některé závazky:
- každý den se modlit za posvěcení mládeže
- účastnit se jednou týdně eucharistické adorace
- minimálně jednou za rok být přítomen na mši podle misálu Jana XXIII. (tridentská)

## Akce
Juventutem pořádá různé poutě, účastní se dalších setkání křesťanů, např. Světových dnů mládeže či Mezinárodních eucharistických kongresů, podporuje vysluhování mší v mimořádné formě římského ritu apod. Juventutem má své vlastní místní pobočky, v kterých se členové schází, a které jsou poté napojeny na ostatní.